# Rio Aruã
Rio Aruã är ett vattendrag i Brasilien.   Det ligger i delstaten Pará, i den centrala delen av landet, 1 700 km nordväst om huvudstaden Brasília.
I omgivningarna runt Rio Aruã växer i huvudsak städsegrön lövskog. Trakten runt Rio Aruã är nära nog obefolkad, med mindre än två invånare per kvadratkilometer.